# Stadt (Lied)
Stadt ist ein Lied der in Deutschland lebenden US-amerikanischen R&B-Sängerin Cassandra Steen aus dem Jahr 2009, in Zusammenarbeit mit dem deutschen Popsänger Adel Tawil. Das Stück ist die zweite Singleauskopplung aus ihrem zweiten Studioalbum Darum leben wir.

## Entstehung und Artwork
Die Musik zu Stadt wurde vom Interpreten Adel Tawil, zusammen mit Flo Fischer, Sebastian Kirchner, Paul Neumann (Paul NZA) und Marek Pompetzki komponiert; der Text von Heike Kospach verfasst. NZA und Pompetzki zeichneten darüber hinaus auch für die Produktion verantwortlich. Das Mastering fand im True Track Recording Studio unter der Leitung von Dirk T. Jambor statt, gemischt wurde das Lied von Pompetzki in den Numarek Studios.
Auf dem Cover der Maxi-Single ist – neben der Aufschrift des Künstlers und des Liedtitels – der Oberkörper von Steen, vor dem Hintergrund einer Stadt, zu sehen. Die Fotografie stammt von Olaf Heine und das Artwork von Plantage. Die Aufnahmen fanden unter der Leitung von Michael Herberger statt.

## Veröffentlichung und Promotion
Die Erstveröffentlichung von Stadt erfolgte als Teil von Cassandra Steens zweitem Studioalbum Darum leben wir am 20. Februar 2009 bei Universal Music Domestic Rock/Urban. Am 29. Mai 2009 erschien das Lied als zweite Singleauskopplung aus dem Album. Diese erschien als digitaler und physischer Tonträger. Die Maxi-Single enthält auf der B-Seite auch eine Remixversion von Tune Brothers und Peter Hoff. Neben der regulären Ausgabe existiert auch eine Extended Version der Maxi-Single. Diese enthält zusätzlich eine Akustikversion und einen „Flashgordan Remix“ von Stadt und war lediglich als Download erhältlich.
Um das Lied zu bewerben, erfolgten unter anderem Liveauftritte zur Hauptsendezeit während der Verleihung der 1 Live Krone und des ZDF-Silvestercountdowns.

## Inhalt
Musikalisch bewegt sich das Lied in den Bereichen des deutschen Contemporary R&B- und der Popmusik. Im deutschsprachigen Lied geht es darum, dass die aktuelle Gesellschaft meist egoistisch, ignorant und kalt wirkt und die Protagonistin deshalb eine eigene Stadt erbauen will, in der Eigenschaften wie Herzlichkeit und Vertrauen im Vordergrund stehen. Die Strophen werden von Tawil, der Refrain von Steen gesungen. In der Bridge sind beide zu hören.

## Musikvideo
Im Musikvideo zu Stadt sind Steen und Tawil mit vielen unterschiedlichen Menschen zu sehen, die vor einem schwarzen oder weißen Hintergrund alltägliche Situationen aus einer Stadt darstellen. Die Gesamtlänge des Videos beträgt 3:03 Minuten. Regie führte der Hamburger Filmemacher Hinrich Pflug. Bis Februar 2025 zählte das Musikvideo über 17,1 Millionen Aufrufe auf der Videoplattform YouTube.

## Mitwirkende
| Liedproduktion - Flo Fischer: Komponist - Michael Herberger: Tonmeister - Dirk T. Jambor: Mastering - Sebastian Kirchner: Komponist - Heike Kospach: Liedtexter - Paul Neumann (Paul NZA): Komponist, Musikproduzent - Marek Pompetzki: Abmischung, Komponist, Produzent - Cassandra Steen: Gesang - Adel Tawil: Gesang, Komponist Unternehmen - Katapult Filmproduktion: Filmproduzent (Musikvideo) - Numarek Studios: Mischung - True Track Recording Studio: Mastering - Universal Music Domestic Rock/Urban: Tonstudio | Artwork (Cover) - Olaf Heine: Fotograf - Plantage: Artwork Musikvideo - Reinaldo Pinto Almeida: Schnittassistent - Kay Blümel: Produktionsassistent - Dannys Kesten: Filmproduzent - Rocco Kopecny: Line Producer - Holger Lehnau: Oberbeleuchter - Hinrich Pflug: Regisseur - Andrés Lizana Prado: Kameraassistent - Michael-Philipp Stiebing: Digital Imaging Technician - Tobias Suhm: Filmeditor - Patrick Wilfert: Editor - Bernd Wondollek: Kameramann |

## Kommerzieller Erfolg

### Chartplatzierungen
Stadt stieg am 12. Juni 2009 auf Rang acht der deutschen Singlecharts ein und erreichte seine Höchstplatzierung zwei Wochen später mit Rang zwei am 26. Juni 2009. Die Single musste sich lediglich dem Spitzenreiter Poker Face (Lady Gaga) geschlagen geben. Das Lied platzierte sich 16 Wochen in den Top 10 und mit Unterbrechungen 37 Wochen in den Top 100, letztmals platzierte es sich in der Chartwoche vom 15. April 2011. In Österreich erreichte die Single mit Rang drei seine beste Platzierung und konnte sich zwölf Wochen in den Top 10 und 31 Wochen in den Charts halten. In der Schweiz erreichte die Single in 26 Chartwochen mit Rang 31 seine höchste Chartnotierung. Obwohl es das Lied nicht auf Platz eins schaffte, war es trotzdem für einen Zeitraum von 16 Wochen das erfolgreichste deutschsprachige Lied in den deutschen Singlecharts sowie für den Zeitraum von zwölf Wochen das erfolgreichste deutschsprachige Lied in den österreichischen Singlecharts. 2009 platzierte sich Stadt auf Rang vier der deutschen Single-Jahrescharts sowie auf Rang 13 in Österreich und Rang 100 in der Schweiz.
Für Steen als Interpretin war Stadt der neunte Charterfolg in Deutschland sowie der dritte in Österreich und der erste in der Schweiz. Während es in Deutschland nach Darum leben wir (2009) ihr zweiter Top-10-Hit ist, erreichte sie diese erstmals in Österreich. Zum ersten Mal platzierte Steen eine Single in allen drei Ländern gleichzeitig in den Charts. Keine Single von ihr konnte sich höher oder länger in allen drei Ländern platzieren.
Für Tawil als Interpret war dies nach Niemand hat gesagt (2003) und Prison Break Anthem (Ich glaub’ an dich) (2007) der dritte Charterfolg in Deutschland sowie jeweils der zweite nach Prison Break Anthem (Ich glaub’ an dich) in Österreich und der Schweiz. Er erreichte ebenfalls zum ersten Mal die Top 10 in Österreich sowie nach Prison Break Anthem (Ich glaub’ an dich) zum zweiten Mal in Deutschland. Als Autor avancierte Stadt zum 16. Charthit für Tawil in Deutschland sowie zum achten in Österreich und siebten in der Schweiz. Als Autor ist es bereits sein sechster Top-10-Erfolg in Deutschland und der dritte nach Vom selben Stern (2007) und Stark (2007) in Österreich.
| ChartsChartplatzierungen | Höchstplatzierung | Wochen |
| ------------------------ | ----------------- | ------ |
| Deutschland (GfK)        | 2 (37 Wo.)        | 37     |
| Österreich (Ö3)          | 3 (31 Wo.)        | 31     |
| Schweiz (IFPI)           | 31 (26 Wo.)       | 26     |

| ChartsJahrescharts (2009) | Platzierung |
| ------------------------- | ----------- |
| Deutschland (GfK)         | 4           |
| Österreich (Ö3)           | 13          |
| Schweiz (IFPI)            | 100         |

### Auszeichnungen für Musikverkäufe
2010 wurde für Stadt in Deutschland eine Platin-Schallplatte für über 300.000 verkaufte Einheiten vergeben, womit es eines der meistverkauften deutschsprachigen Duette sowie der meistverkaufte Tonträger Steens ist.
| Land/Region        | Auszeichnungen für Musikverkäufe (Land/Region, Auszeichnung, Verkäufe) | Verkäufe |
| ------------------ | ---------------------------------------------------------------------- | -------- |
| Deutschland (BVMI) | Platin                                                                 | 300.000  |
| Insgesamt          | 1× Platin ·                                                            | 300.000  |

## Coverversionen (Auswahl)
- 2009: Roman Lochmann & Lara Krause – Märchenwald (Album: Kiddy Contest Vol. 15; Gewinnerlied des Kiddy Contest)[16]
- 2012: Adoro (Album: Träume)[17]
- 2012: The Firebirds (Album: Rock and Roll, Baby!)[18]
- 2017: Jürgen Drews (Album: Xaviers Wunschkonzert, Vol. 2; Teilnahme bei Xaviers Wunschkonzert Live)[19]